# Ahaimus
Ahaimus, jedno od brojnih bivših malenih plemena ili sela Delaware Indijanaca, skupine Unami, koje je moralo živjeti negdje na području današnjeg okruga Bergen na sjeveroistoku američke države New Jersey. Ovo ime navodi Sultzman u svojoj povijesti plemena Delaware. Swanton ih nema svome popisu.